# كلاغ خوردة السفلي (زيلايي)
کلاغ خوردة السفلی (بالفارسية: کلاغ خورده سفلی) هي قرية تقع في إيران في قسم زیلایی الريفي.